# Шепели (Минский район)
Шепели (бел. Шапялі́) — деревня в Минском районе Минской области Беларусь. В составе Юзуфовского сельсовета.

## География
Расположена на северном склоне Минской возвышенности на пересечении автодороги Р58 Минск—Калачи—Мядель с автодорогой Н8971 Юзуфово—Лысая Гора—Жуковка.
Неподалеку от деревни находится Лысая гора (342 м), вторая по высоте точка Беларуси после Дзержинской (Святой) горы.

## История
В 1909 году в Белоручской волости Минского уезда Минской губернии.
В 1924 и 1925—1954 годах центр Шепелевского сельсовета.
26 июня 1941 года экипаж самолёта под командованием капитана Николая Гастелло разбился между деревнями Мацки и Мерковичи.

## Население

### Численность
- 2009 год — 78 человек

### Динамика
- 1909 год — 74 человек, 13 дворов (деревня); 3 человек, 1 двор (имение)[2]
- 1999 год — 107 человек (перепись населения)
- 2009 год — 78 человек (перепись населения)[2]